# 河昇鎮
河昇鎮（韓語：하승진，1985年8月4日—），韩国前职业篮球运动员，身高2.21米（7英尺3英寸），体重138公斤（305磅），场上位置中锋，现职业为篮球评论员和YouTuber。
河昇鎮大学就读于延世大学。2003年男篮U19世青赛，他代表韩国国青队出战，在场均不到20分钟的出场时间下便可取得11分9.3篮板1.9盖帽，在和中国国青队的9-16名排位赛中砍下21分14篮板，压制了中国内线两大希望之星易建联和唐正东并率队101比72大胜对手，赛后更是破格以18岁的年龄首次入选韩国国家队。这样的亮眼表现加上另一位亚洲长人姚明在NBA的成功经历，也使得NBA不少球探对他产生了兴趣。
2004年，河昇镇放弃学业前往美国参加当年的NBA选秀大会，并于第二轮第46位被NBA波特兰拓荒者队选中，成为首个也是迄今为止唯一一个在NBA打球的韩国球员。在开拓者作为板凳球员效力2个赛季后，2006年夏季，河昇鎮在一次四方交易中被送往密尔瓦基公鹿队，但在新赛季开始前因訓練成果不理想而被裁掉。其后他曾短暂效力于NBDL寻找留美机会，但未获得任何NBA球队的合同。他在NBA效力的2个赛季中，总共出场46次，场均仅获得1.5分1.5篮板。
2008年回韩国打球，加入韩国篮球联赛（KBL）全州KCC队，帮助球队2009、2011两度夺得KBL总冠军，并获得2009年KBL最佳新秀和2011年KBL季后赛MVP，另入选过3次KBL年度最佳阵容，2012年入伍，2014年退伍后回归全州KCC队并效力至2019年退役。
自2003年从韩国U19青年队破格第一次入选韩国国家队起，河昇镇多次作为主力中锋代表韩国国家队参加亚洲男篮锦标赛和亚运会男篮比赛等国际大赛，随队获得过1次亚运会亚军（2010）、1次亚锦赛亚军（2003）和2次亚锦赛季军（2007、2011），其中在2007年亚锦赛中整届杯赛场均获得17.2分9.1篮板1盖帽，为其生涯代表作。
其父河东基（2.05米）和其姊河恩珠（2.02米）也是籃球選手，外貌與其極為相似。2012年入伍前结婚，婚后育有一子一女。

## 綜藝節目
| 日期          | 電視台         | 節目名稱  | 備註                         |
| ------------- | -------------- | --------- | ---------------------------- |
| 2020年4月26日 | tvN            | 大逃出3   | 黃隊(A) 隊友: 文秀寅、全泰豐 |
| 2021年4月5日  | 1theK、YouTube | Learn Way | 籃球導師 主持／學員：宋雨琦  |

## 戲劇作品
| 日期          | 電視台 | 節目名稱   | 角色 | 備註 |
| ------------- | ------ | ---------- | ---- | ---- |
| 2021年11月8日 | tvN    | 御史與祚怡 | 巴會 | 配角 |